# マリナー計画

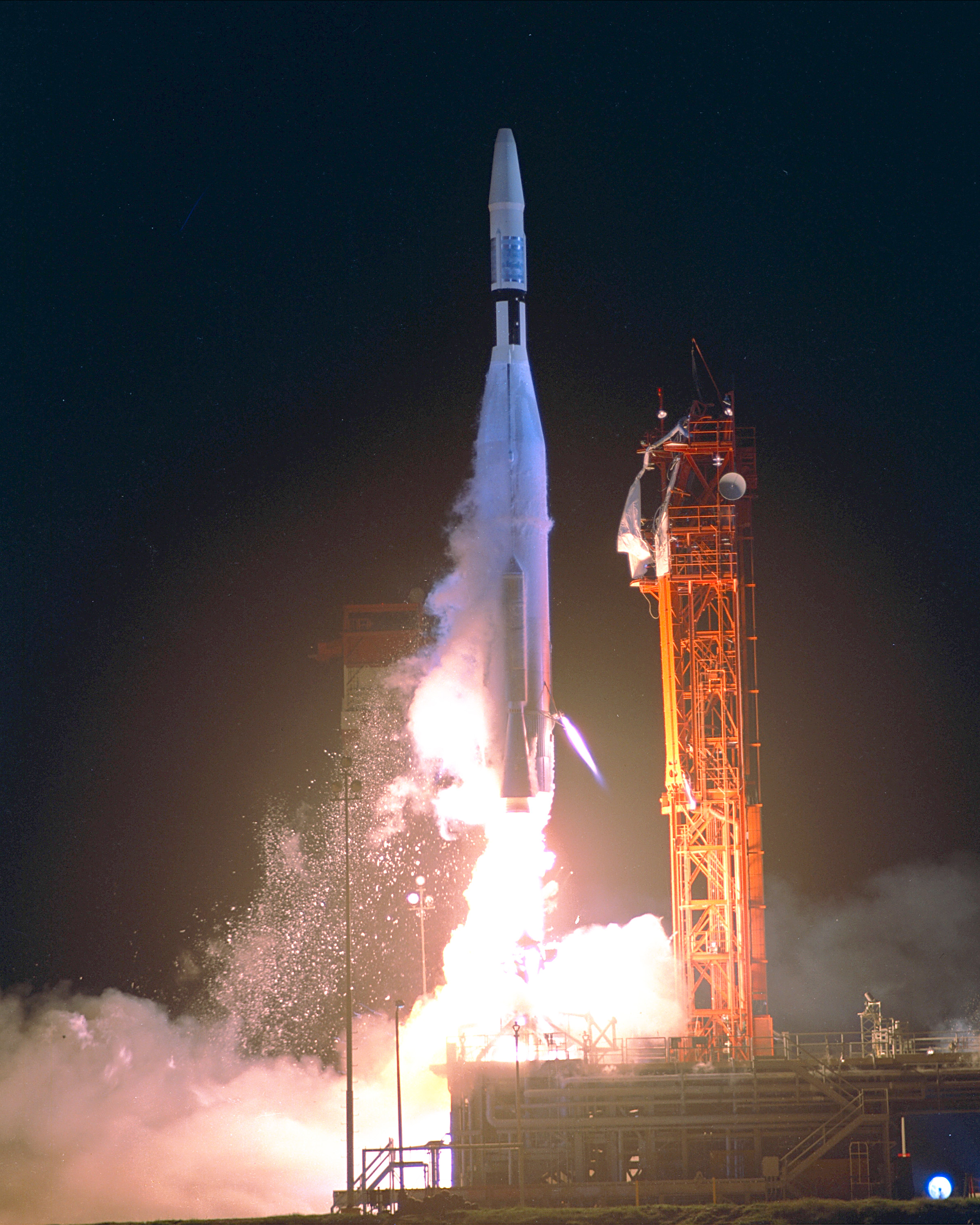
アトラス・アジェナロケットによるマリナー1号の打ち上げ
（1962年7月22日）

マリナー計画（マリナーけいかく、英: Mariner program）は、アメリカ航空宇宙局による無人の惑星探査機を用いた火星、金星および水星探査計画である。惑星のフライバイ、周回、およびスイングバイという、人類史上初の試みを成功させた。
打ち上げられた探査機は10機である。計画されていたもののうちマリナー11号および12号はボイジャー計画に引き継がれ、それぞれボイジャー1号および2号となった。
計画名および探査機名の"Mariner"とは英語で「船員」「水夫」を意味する。

## マリナー探査機の一覧

### マリナー1号・2号
マリナー1号は金星フライバイを目的として打ち上げられたが、打ち上げ後すぐに失敗した。マリナー2号は1号のバックアップとして用意されており、1962年8月27日に打ち上げられた。3ヵ月半の飛行を経てミッションを成功させ、初の惑星フライバイを実現した。

### マリナー3号・4号
マリナー3号および4号は火星のフライバイを目的としていた。3号は打ち上げ機先端部の切り離しに失敗した。姉妹機の4号は1964年11月28日に打ち上げられ、初の火星フライバイを成功させた。

### マリナー5号
マリナー5号は金星探査を目的とし、1967年6月14日に打ち上げられた。同年10月に到着し、金星大気のラジオ波による観測、金星からの紫外線強度の観測、太陽粒子の採取、および惑星磁気の変動の観測を行った。

### マリナー6号・7号
マリナー6号と7号は、同型の探査機を用いた火星探査計画である。マリナー6号は1969年2月24日に、7号は同年3月27日に打ち上げられた。両機は火星の赤道および南半球上空を通過した。

### マリナー8号・9号
マリナー8号と9号は、ともに火星の地図を作るために計画された探査機である。しかし8号は打ち上げ機の失敗により失われた。姉妹機の9号は1971年5月30日に打ち上げられ、初の火星の人工衛星となった。1971年の11月に火星周回軌道に乗り、火星表面の写真撮影と、赤外線と紫外線による大気の分析を行った。

### マリナー10号
マリナー10号は金星および水星の探査を目的とし、1973年11月3日に打ち上げられた。金星でスイングバイを行って軌道を変え、水星に向かった。二つの惑星に接近した初の探査機であり、また水星を訪れた初の（2008年までは唯一の）探査機でもある。

### マリナー11号・12号
ボイジャー計画を参照。